# Operace strabismu
Operace strabismu (také: operace okohybných svalů, operace očního svalu nebo operace narovnání očí) je operace okohybných svalů za účelem napravení šilhání – strabismu, asymetrického postavení očí. S přibližně 1,2 milionu zákroků každý rok je operace okohybných svalů třetí nejčastěji prováděnou operací oční chirurgie ve Spojených státech. Je známo, že první úspěšný chirurgický zákrok strabismu byl proveden 26. října 1839 Johannem Friedrichem Dieffenbachem u sedmiletého esotropického dítěte; několik dřívějších pokusů provedl v roce 1818 William Gibson z Baltimoru, všeobecný chirurg a profesor na Marylandské univerzitě.
Nápad léčit strabismus naříznutím některých vláken okohybných svalů publikoval newyorský optik John Scudder v amerických novinách v roce 1837.

## Typy
Operacemi očních svalů se obvykle napravuje šilhavost (strabismus) a patří k nim následující operace:
- Povolovací / oslabovací zákroky
  - Retropozice obnáší posunutí úponu svalu zpět směrem k jeho počátku.
  - Myektomie
  - Myotomie
  - Tenektomie
  - Tenotomie
- Napínací / posilovací zákroky
  - Resekce obnáší uvolnění jednoho z okohybných svalů, odstranění části svalu z distálního konce svalu a opětné připojení svalu k oku.[5]
  - Tucking
  - Posunutí vpřed je přemístění okohybného svalu z původního místa úponu na oční bulvu směrem dopředu.
- Zákroky transpozice / repozice
- Operace s nastavitelným stehem je metoda opětného připojení okohybného svalu stehem, který lze zkrátit nebo prodloužit během prvního pooperačního dne, aby se dosáhlo lepší polohy očí.

Operace strabismu je jednodenní zákrok. Pacient tráví v nemocnici jen několik hodin s minimální předoperační přípravou. Doba trvání operace je různá. Po operaci lze očekávat bolestivost a zarudnutí. Opakované operace bývají bolestivější. Resekce svalů je v pooperačním období bolestivější než retropozice. Rovněž zanechává zarudnutí, které trvá déle a může způsobit zvracení v časném pooperačním období.
Operující chirurg poskytne pacientovi krytí očí tak, aby do nich nevnikalo světlo. Je vhodné, aby pacient krytí nosil, protože stimulace oka (např. světlo, pohyby očí) jsou nepříjemné.

## Výsledky

### Postavení očí a funkční změny
Nadměrná a nedostatečná náprava: Chirurgický zákrok může vést ke zcela správnému postavení očí (ortoforie) nebo k téměř správnému postavení, ale může dojít i k nadměrné nebo nedostatečné nápravě, která bude vyžadovat další léčbu nebo další chirurgický zákrok. Pravděpodobnost, že oči zůstanou dlouhodobě ve správném postavení je vyšší, pokud je pacient schopen po chirurgickém zákroku dosáhnout určitého stupně binokulární fúze než pokud tomu tak není. Ve studii pacientů s infantilní esotropií, kteří měli isotropii s malým úhlem (8 dioptrií) nebo esotropii se stejně malým úhlem, bylo zjištěno, že u těch, kteří měli esotropii malého úhlu, byla větší pravděpodobnost správného postavení očí pět let po zákroku než oči s esotropií s malým úhlem. Existují předběžné důkazy, že pacienti s infantilní esotropií dosahují po operaci lepšího binokulárního vidění, pokud je chirurgická léčba provedena včas (viz: infantilní esotropie # operace).
Jiné deviace: U operace strabismu při poruchách šikmých svalů může dojít k postupnému zvětšení deviace postavení očí. Zaprvé se může vyskytnout disociovaná vertikální deviace. Existují náznaky, že závažnost takové deviace může být nižší, pokud dítě absolvuje operaci ve velmi raném věku Zadruhé může být důsledkem operace strabismu také subjektivní a objektivní cyklodeviace, která může případně vést k cyklotropii a rotačnímu dvojitému vidění (cyklodiplopii), pokud ji zrakový systém nedokáže kompenzovat. Je známo, že u operací, které se týkají pouze horizontálního přímého svalu, lze očekávat vertikální deviace, vzorce A a V a cyklotropii; lze jim však předcházet pomocí určitých preventivních chirurgických opatření.
Úvahy z hlediska funkčnosti: Častým výsledkem operace strabismu je následná mikrotropie (známá také jako monofixační syndrom).
Funkční zlepšení a další přínosy: Dlouhou dobu převládal názor, že u pacientů s dlouhotrvajícím strabismem lze dosáhnout pouze kosmetického zlepšení; v posledních letech se však vyskytly případy, kdy došlo k senzorické fúzi i u tohoto typu pacientů, pokud je ovšem pooperačně do velké míry správná motorika postavení očí. V případě předoperačního sbíhavého šilhání náprava rozšíří binokulární zorné pole pacienta a zlepší periferní vidění .
Obnovení správného postavení očí dále může pro pacienta znamenat psychosociální a ekonomické přínosy (viz také: Psychosociální účinky strabismu).

### Komplikace
Diplopie se vyskytuje poměrně často v prvních několika týdnech po operaci.
Mezi komplikace, které se vyskytují zřídka nebo velmi zřídka po chirurgickém zákroku, patří: oční infekce, krvácení v případě perforace bělimy, posunutí nebo uvolnění svalu nebo dokonce ztráta zraku.
Operace okohybných svalů způsobuje zjizvení (fibrózu). Je-li zjizvení rozsáhlé, může být patrné jako vyvýšená a zarudlá tkáň na bělmu oka. Fibrózu lze snížit použitím mitomycinu C během chirurgického zákroku.
Relativně novou metodou, kterou původně vypracoval švýcarský oftalmolog Daniel Mojon, je minimálně invazivní operace strabismu (MISS), která by mohla snížit riziko komplikací a vede k rychlejší rehabilitaci zraku a hojení ran. Řezy ve spojivce, prováděné pod operačním mikroskopem, jsou mnohem menší než při konvenční operaci strabismu. Studie publikovaná v roce 2017 doložila nižší počet komplikací v podobě otoku očního víčka a spojivky bezprostředně po operaci MISS, přičemž dlouhodobé výsledky byly podobné u obou skupin. MISS lze použít k provádění všech typů operace strabismu, zejména retropozice, resekce, transpozice a plikace přímého svalu, a to i v případě omezené pohyblivosti.
U operace strabismu se mohou z okulokardiálního reflexu velmi vzácně vyskytnout komplikace případně ohrožující život.[zdroj?]